# タイの教育
タイの教育（タイのきょういく）は、主にタイ政府の教育省により、就学前教育から高校まで行われる。12年間の無償での基礎教育と、最低9年間の義務教育は憲法によって保証されている。さらに、2009年に教育省は無償教育の期間を15年に延長した。
学校教育は、最低12年間の基礎教育および、その後の高等教育で構成される。基礎教育は、6年間の初等教育とその後6年間の中等教育に分かれ、さらに中等教育は3年間の前期中等教育と3年間の後期中等教育に分かれる。初等教育に至る前の幼稚園は基礎教育の一部であり、地域によって2-3年間、柔軟に提供される。ノンフォーマル教育も国によって支援されている。私立学校も教育インフラの一部に組み入れられている。
公立、私立の大学は、教育省の管轄する高等教育委員会により管理されている。

## 概要

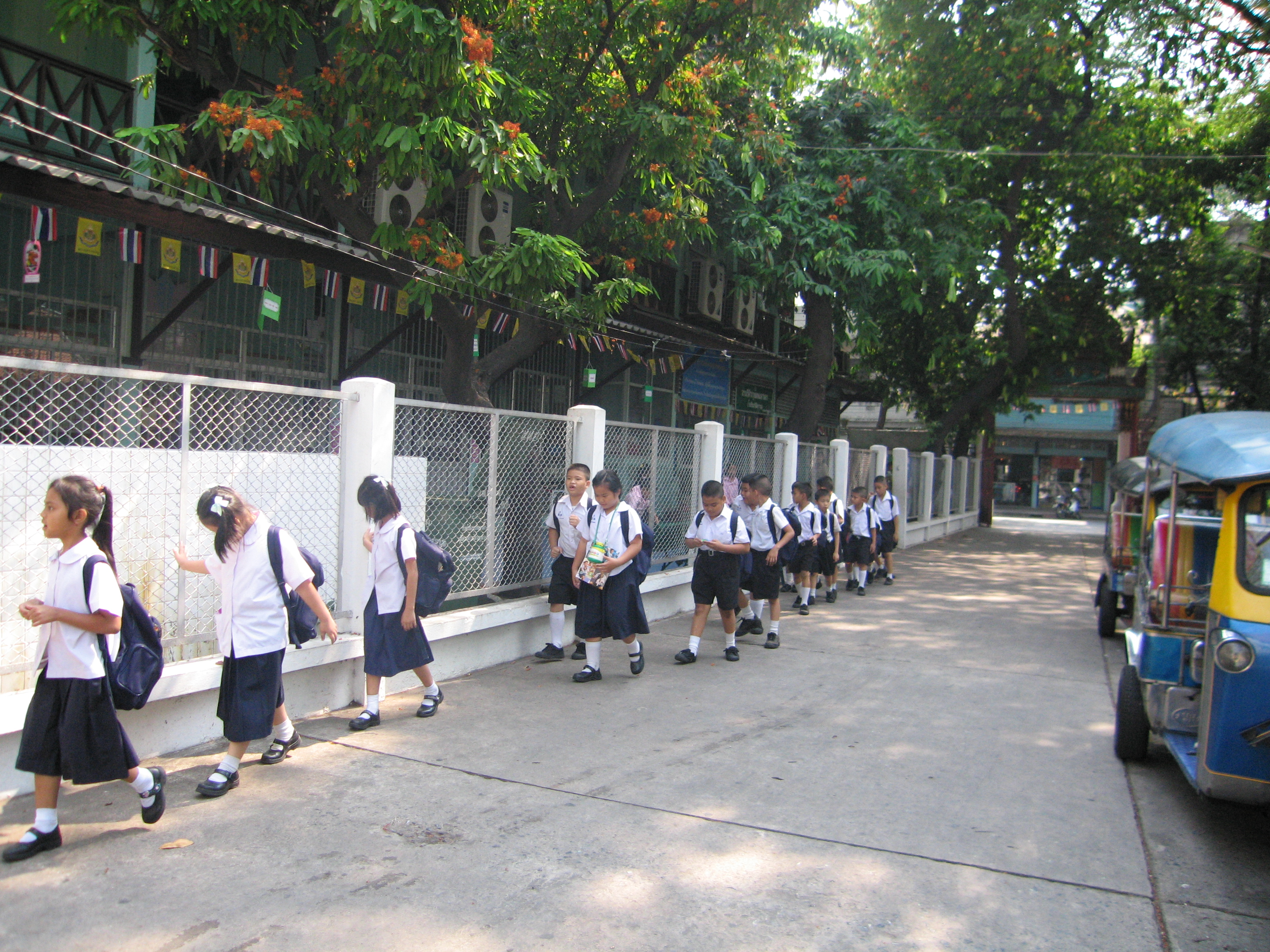
Elementary school students in Thailand

学校教育には4つの段階に分かれる。小学校の最初の3年、プラトム (ประถม) 1–3は7歳から9歳のグループである。次のレベル、プラトム4から6は10–12歳のグループである。3段階目はマタヨム (มัธยม) 1–3であり、13–15歳が属する。後期中等教育のグループはマタヨム 4–6で、16歳から18歳のグループであり、学究コースと職業コースに分かれる。学校としては学究高校と職業高校、およびその両方のコースのある総合高校として存在する。学究コースを選んだ生徒は大学進学を希望する傾向にある。職業高校は就職準備とさらなる研究とを供給する。
高校には入学試験を受けて入学する。また各段階では、生徒はNET (National Educational Test)という試験に通る必要がある。生徒は小学校の6年間と最低3年間の中学校に出席する必要がある。高校卒業するものには、2つのテストがある。O-NET (Ordinary National Educational Test)とA-NET (Advanced National Educational Test)である。
公立学校は政府により管理されている。私立学校もあり、営利であったり、有償非営利で運営されている。有償非営利の学校は主に慈善組織により運営されている。地方部の学校はたいてい就学前教育である幼稚園 (アヌバーン อนุบาล) を併設している。また、小学校は15歳までの複式学級や中学校と高校を併せた学校の運営をしたりしている。
予算不足により、田舎の学校は都会の学校より設備に乏しい。教育レベル、特に英語教育レベルも低い、多くの高校生は近隣の都市まで60-80kmをかけて通学することもある。
学期は2つに分かれる。前期は5月に始まり、10月に終わる。後期は11月に始まり、3月に終わる。
教育の段階
| Typical age | Stage    | Stage               | Level/Grade                     | Level/Grade                      | Notes    |
| ----------- | -------- | ------------------- | ------------------------------- | -------------------------------- | -------- |
| 4           | 基礎教育 | 就学前教育 (幼稚園) | Variable (Typically Anuban 1–3) | Variable (Typically Anuban 1–3)  |          |
| 5           | 基礎教育 | 就学前教育 (幼稚園) | Variable (Typically Anuban 1–3) | Variable (Typically Anuban 1–3)  |          |
| 6           | 基礎教育 | 就学前教育 (幼稚園) | Variable (Typically Anuban 1–3) | Variable (Typically Anuban 1–3)  |          |
| 7           | 基礎教育 | 初等教育            | Prathom 1                       | Prathom 1                        | 義務教育 |
| 8           | 基礎教育 | 初等教育            | Prathom 2                       | Prathom 2                        | 義務教育 |
| 9           | 基礎教育 | 初等教育            | Prathom 3                       | Prathom 3                        | 義務教育 |
| 10          | 基礎教育 | 初等教育            | Prathom 4                       | Prathom 4                        | 義務教育 |
| 11          | 基礎教育 | 初等教育            | Prathom 5                       | Prathom 5                        | 義務教育 |
| 12          | 基礎教育 | 初等教育            | Prathom 6                       | Prathom 6                        | 義務教育 |
| 13          | 基礎教育 | 前期中等教育        | Matthayom 1                     | Matthayom 1                      | 義務教育 |
| 14          | 基礎教育 | 前期中等教育        | Matthayom 2                     | Matthayom 2                      | 義務教育 |
| 15          | 基礎教育 | 前期中等教育        | Matthayom 3                     | Matthayom 3                      | 義務教育 |
|             | 基礎教育 | 後期中等教育        | General                         | Vocational                       |          |
| 16          | 基礎教育 | 後期中等教育        | Matthayom 4                     | Vocational Certificate (3 years) |          |
| 17          | 基礎教育 | 後期中等教育        | Matthayom 5                     | Vocational Certificate (3 years) |          |
| 18          | 基礎教育 | 後期中等教育        | Matthayom 6                     | Vocational Certificate (3 years) |          |
| ⋮           | 高等教育 | 高等教育            | Variable                        | Variable                         |          |

### 制服
制服は公立、私立を問わず大学まで含めた学生の義務であるが、バリエーションは多くない。
小学校と中学校の男子制服は膝丈の暗い青、カーキ、もしくは黒の半ズボンに開襟の半袖白シャツに長靴下、そして茶か黒のトレーナーである。女子は膝丈の濃い青か黒のスカートに白ブラウス、ゆるく結んだ蝶ネクタイを着用する。高校からは蝶ネクタイは着用されないこともある。女子制服にはショートソックスと黒の学校靴も含まれる。
シャツやブラウスには生徒の名前、番号、および学校名に刺繍が胸にあることも多い。私立学校やインターナショナルスクールでは英国風の制服を採用したり、高校で長ズボンが解禁されることもある。
幼稚園の標準服は女子で赤のスカートに白ブラウス、男子で赤の半ズボンに白シャツである。全てのタイの学校は週に1度、主に木曜日にスカウト活動があり、その時には男子はベージュのスカウト服、女子は濃い緑のスカウト服を着用し、黄色のネッカチーフを身につける。多くの学校では色のバリエーションがあり、Wattana Wittaya Academyでは青の制服に青のネッカチーフを身に着けている。アクセサリーの着用は男子には禁止されているが、女子にはシンプルなもののみ許可されることもある。男女ともに髪染めや刺青は禁止されている。
大学の制服は国内共通で、女性には白ブラウスに（ヒダのあるなしを問わず）スカート、男性は黒のズボンに白の長袖シャツ、濃い青か黒のネクタイを着用する。

## 歴史
学校教育の起源は男児を対象に行われた寺子屋に見られる。16世紀半ばより、タイはフランスのカトリックなどに教育の門戸を開き、これはタイ国の文化重視に回帰門戸を閉ざす17世紀半ばまで続いた。他の東南アジアや南アジア諸国と違い、植民地化されなかったため、教育は西洋化されることはなかった。結果、教育の近代化にはその必要性に迫られた19世紀終わりを待つことになる。

### 初期の教育
教育の始まりの一つは1283年、ラームカムヘーン王がタイ文字をモン、クメール、そして南インドの文法を元に発明したことに見ることができる。1292年に彫られた石碑には、道徳、文化、知的な側面について主張がなされている。 スコータイ時代 (1238–1378)には、教育は王立の教育研究所(Rajabundit)によって王族や貴族に行われ、庶民は仏教の僧に教えられていた。
1350年から1767年まで続いたアユタヤ王国時代のうち、ナーラーイ王の治世には、Chindamaniが一般的に初のタイ語の文法教本として受け入れられた。タイ語の韻律と公式な形式への対応は、フランスイエズス会の学校による影響を食い止めるために、僧である Pra Horatibodi によって書かれたものであるが、それはチュラロンコン王の治世(1868–1910)まで使われていた。ナーラーイ自身も詩人であり、彼の宮殿には詩人が詩を作り、構成するために集まる場所となった。彼の関心のタイ文学への興味増加を通じて、アユタヤでのカトリックミッションは1567年にはポルトガルドミニコ会が存在していたし、フランスイエズス会はアユタヤへの滞在許可を1662年に獲得した。彼の治世にはそのため、西洋列強の在外公館を通じての発展を見ることができる。
ナーラーイ王の死後、海外からの影響がタイの教育・文化に及び、キリスト教化されることを恐れ、外国との交流を避ける感情が増し、西洋との外交活動は大きく縮小した。西洋式の教育も取り入れられなくなった。19世紀半ば、モンクット王の治世まで、元のレベルには戻らなかった。

### 発展
自身の仏教改革を通じ、ラーマ1世 (1782–1809)は、公教育の発展を加速し、ラーマ4世 (1851–1865)の治世にはタイに印刷技術が到来してタイ語での出版が可能になった。英語は極東での共通言語となり、僧による教育は政府の求めるものには不足する物となった。 ラーマ4世は、教育の近代化と英語のカリキュラムへの導入を命じた。
ラーマ5世 (1868–1910) は、教育の発展への影響を続け、1871年には初の近代的発想、つまり教育のために作られた建物、教師の常置、時間割を兼ね備えた学校を王宮に作り、王族と貴族の子息を対象に教えた。学校の設置に関する命令が発布され、英語は王宮で王族と貴族を対象に教えられ、庶民の子供のための教育の場が王宮の外に作られた。
外国 - 主に英国 - 人アドバイザーの助けで、教育事務所が1887年に設立され、このときの34の学校と、80人以上の教師と、およそ2000人の生徒が傘下に入った。王の省庁設置プログラムにより、1892年には事務所は教育省になった。教育の供給を民間部門が担えるとの判断により、政府は私立学校の管理を導入した。
1897年には、Sribajarindra王妃の先導により、女子が教育機関に入学した。1898年には、バンコクと地域部の2つに分かれた教育プランが、就学前教育、初等教育、中等教育、技術教育とより高等な教育のプログラムを含めて開始された。
1901年には、初の公立女学校である、the Bamrung Wijasatriがバンコクに作られ、1913年には、初の女性のための教師養成校がBenchama Rajalai School for girlsに作られた。
1902年に、National System of Education in Siamは、総合教育と専門/技術教育のカテゴリーに分け、同年齢で同一の卒業を促す新しいシステムを導入した。
チュラロンコン王(ラーマ5世)の名前を冠した初の大学が、彼の息子であり後継者のワチラーウット(ラーマ6世)により1917年に文官学校と薬学学校などをまとめて創立された。
1921年には、初等教育が義務教育となった。

### 近代化
1932年の無血革命により、絶対王政から民主政府に制度が変わると、学校と高等教育機関のさらなる拡大が奨励された。
初の国家教育計画では、能力、性別、社会的背景によらない教育へのアクセスが公式に許可された。
1960年には、義務教区が7年間に拡大し、障害者児童 - それまで障害者児童は義務教育から除外されていた - への特別規定が初めて作られた。1961年には政府は5か年計画を始め、多くの専用学校が建設された。町村部の木造学校や初期のコンクリート造中学校はこのとき作られたものである。
1977年には、初等教育と中等教育の区切りが、4-3-3-2制から、現在でも用いられる6-3-3制に変更された。

### 近年
2001年初頭より、タクシン政権下で、教育省は児童中心主義に基づく新しい国家カリキュラムの開発を開始した。
2001年から2006年までには、学校へのコンピュータの導入、能力のある母語話者の教師による外国語指導などの改良がみられた。地域への教育に関する権限の一部分散、再構築に関する実験が行われた。2008年には、しかしながら、変化はわずかであり、大学入試の改良は政治的な影響や大学自治の付与(もしくは剥奪)、行政のミス、そして不適切なシラバスなどが原因で失敗した。

#### 12の価値
2014年5月の軍事クーデター後、7月にプラユット暫定首相は国の12の価値をテレビ放送で"提唱"した。
1. 国体、宗教、王政の維持
2. 公益のために正直、献身的、忍耐的、高貴であること
3. 親、保護者、教師への感謝
4. 学校、その他の方法での知識の探求
5. タイの常識と伝統の護持
6. 道徳的であり、他人に寛容であること
7. 国王を元首とする民主主義の正しい理解
8. 規律を守り、法と年長者の尊重
9. 国王の教えを守った良い行動の継続
10. 国王の教えを守った足るを知る経済の実践
11. 心体双方の健康。宗教上の罪を犯さないこと
12. 国の中で自分ができることを考えること

当局は公立学校と国家機関にこれを掲示するよう指導した。国家機関は教育のため、詩、歌、および12パートにわたる映画を製作した。
2014年の年末、情報技術・通信省(MICT)は12の価値を表示できるようLINEスタンプを製作した。

#### 近年の状況
（書きかけ）

#### 私立学校の入試に関する抗議
2012年5月、バンコクにあるen:Bodindecha (Sing Singhaseni) School(一般に"Bodin"と呼ばれる)の生徒とその親が、ハンガーストライキに入り、入試の不正があるとして抗議した。この問題は"Bodin"の生徒200名が2011年度限りで勉強をすることを拒否されたことに端を発している。生徒は学校の経営陣が「茶代」と呼ばれる賄賂を多く払う親の子が入学できるよう便宜を図ったと疑っている。 有名な学校では「茶代」は7桁バーツになるとも言われ、競争が激化するにつれ、良い学校で良い教育を得るため、引き替えに払わなければいけないと考えられる寄付金額は高額化している。

## 組織

### インフラ
ほぼ全ての村には小学校がある。多くのタムボンには6歳から14歳までの学校があり、全ての郡(アムプー)には12歳から17歳までの中学校がある。多くのところには15歳から入学できる職業学校がある。
政府は全ての生徒を処理できないため、民間部門が、政府の監修のもとで、重要な貢献を提供している。民間部門の教育レベルは常にではないが一般的に公立学校のそれより高い。高価で、排他的な私立学校、インターナショナルスクールは高いレベルの成果を残し、生徒の多くが大学は海外への留学を選ぶ。
慈善団体(ミッション組織や監督教区) やそのほかの宗教が、政府系でない低額の総合教育と、いくつかの確立した大学を供給しているが、これらの標準も比較的高い。より安く、新しく、独立した私立学校は時折結果よりも利益と補助金を求める場合があり、この場合建物やリソース、教育技術、教室への詰め込みなどの質で、公立学校とはあまり変わらない。 これらは、子供を私立学校に通わせられるという親の威信が保てるのが唯一の利点である。
田舎の学校では、生徒や教師の長期欠勤が家族や農業への関わりのため起きる。いくつかの学校では田植え休みや稲刈り休みを取り入れている。
400を超える公立の職業大学がマタヨム3を修了した生徒を受け入れている。 多くは毎日通学できる場所に位置しているが、キャンパス内にあるドミトリー宿泊施設が少量提供されていることもある。多くの専門職業学校は、農業、畜産、看護、行政、観光の訓練を提供している。

### 管理
タイの教育に関する管理は複雑であり、複数の教育を提供し標準を確立する省庁、機関による重複を引き起こしている。1980年、教育大臣である Dr. Sippanondha Ketudat （ドイツ語） (ハーバード大の学者) のすすめにより、 初期教育に関する責任は Ministry of Interior から Ministry of Education に移管された。 大学管理省と教育省の双方が、教員養成活動に関わっている。21世紀初頭の新たに生まれた教育領域への責任の段階的推移は、異なる地域での需要へ対応する責任と能力が増大するよう意図されている。

### 財務
他の国、特にほかの途上国と比較しても、タイのGDPに対する教育予算の比率は高い方である。たとえば中国は13%、インドネシアは8.1%、マレーシアは20%、メキシコは24.3%、フィリピンは17%、英国とフランスは11%であるが、2006年には国家予算の27%であった。 教育は主に国家予算から支出されるが、地方債が、特に都市部で、教育をサポートするために発行されることがある。Bangkok Metropolitan Authorityは、教育予算の28.1%以上を地方債でまかなった。アジア開発銀行や世界銀行、そしてOverseas Economic Cooperation Fund (OECF) (Japan)からの資金提供と技術協力も行われている。 2008年12月、教育相のJurin Laksanawisitは、タイの子供への教科書と教育資材の無償提供を15年間の無償教育への政府援助として行うとし、2009年の5月、学期初めより開始した。2011年、新政権は小学生の生徒にタブレットコンピュータを提供すると約束した。

### 研究
体系的な教育研究は、1955年、International Institute for Child Study(国際児童学習研究所)がバンコクに設立されたときに始まった。研究所は現在Behavioral Science Research Institute(行動科学研究所)となり、基礎的、応用的双方の研究が行われている。1960年代、教育省と国立教育委員会事務所(ONEC) - 首相直属の機関 - は、教育研究プログラムを開始した。より綿密な研究、特にONECにおけるものは、1999年から2002年に行われた教育改革に貢献し、大規模調査は、国立大学の、特に教育学部により提供されている。教育省の、カリキュラムと教育開発に関する部署もテスト、カリキュラム、教育内容の研究に関わっている。国立図書館、大学図書館、そしてその他の全国の図書館は、研究をしやすくするため、電子ネットワーク化されている。

## 初等教育と中等教育
小学校では、生徒は8つの主要教科を各学期に習う。国語(タイ語)、算数、理科、社会、体育、芸術・音楽、技術、および外国語である。16歳(マタヨム4)になると、生徒は1つか2つの選択教科を学ぶ。科学プログラム(Wit-Kanit)と数学英語プログラム(Sil-Kamnuan)が人気である。外国語プログラム(Sil-Phasa) (中国語, フランス語, 日本語, 韓国語, ロシア語, スペイン語 and ドイツ語) や 社会科学プログラム(総合プログラムとも呼ばれる) もある。
初等レベル、中等レベルの双方に特別プログラムがあり、英語プログラム、ギフテッドプログラムと呼ばれる。英語プログラムでは、生徒はタイ語と社会以外の全ての教科を英語で学ぶ。ギフテッドプログラムは理数系のプログラムである。

## 国際教育
2015年1月には、International Schools Consultancy (ISC) はタイにある174のインターナショナルスクールを列挙している。 ISCは'インターナショナルスクール'を以下のように定義している。"ISCは、学校が、英語を話さない国で、就学前教育、初等教育、中等教育のどれか1つ以上のカリキュラムを、全体もしくは一部の科目で英語により行うか、英語が公用語の一つとなっている国で、その国のカリキュラムよりも多く英語による教育を行い、オリエンテーションでインターナショナルと宣言しているところを、インターナショナルスクールに含めている" This definition is used by publications including The Economist.

## 職業教育
2004年現在、412の大学がMinistry of Education 下の Vocational Education Commission (VEC)により統治されており、100万人を超える生徒が授業を受けている。加えて、およそ380,000人の生徒が401の私立職業学校に通っている。
技術的な、職業教育 (TVE)は 高校で、総合コースと職業コースに分かれてから始まる。現在では、60%前後の生徒が総合コースを選んでいる。しかしながら、政府は総合コースと職業コースを等しくバランスを取ろうと努力している。
TVEには3つのレベルがある。職業教育認定(Bor Wor Saw)は高校で取得される。技術的学位(Bor Wor Chor)は学校を卒業した後に取得される。そして、さらに高位の学位、もしくは学士にあたる学位である。職業教育は私立の教育機関でも供給される。

## 高等教育
定評のある公立、私立の大学が高等教育のために、大学庁の管轄下にある。それらは医学、芸術、人文学、ITの分野に特化したカリキュラムを組んでいるが、多くの学生は欧米の教育機関で法律やビジネスを学び、海外やそのタイ現地法人で活かしたいと考えている。21世紀のはじめには、タクシン政権のもと、多くの公立教育機関を大学と改称したため、大学の数は大幅に増え、物議をかもした。

### 大学
タイには公立、私立あわせて160を超える高等教育機関がある。多くの公立大学は研究目的で、予算上政府支援を受けている。県全体の半分以上に、国立のラーチャパット大学、以前はen:Rajabhat Instituteと呼ばれていた伝統的な教員養成機関がある。幾つかの公立大学はQS World University RankingsやTime higher Education、Quacquarelli Symonds (QS)、SCImago Institutions Ranking (SIR)、Webometricsと言った大学ランキングに含まれている。
- チュラロンコン大学: タイで最も認識されており、総合的な、公立の研究大学である。課程は芸術と科学にわかれ、コミュニケーションアート、医学、工学に強い。
- タマサート大学: 法律、政治、経済、ジャーナリズムとマスコミュニケーションの名門である。
- カセサート大学: 農業、経営、漁業、森林および航空科学の課程がある。
- マヒドン大学 :  医学の名門である(シリラート病院、ラマティボディ病院)。薬学、獣医学、医療技術も。
- モンクット王工科大学ラートクラバン校 : 電気工学、自動車工学、コンピュータ工学と建築に関する課程でよく知られている。
- シーナカリンウィロート大学: 教育、歯学、社会科学で評価が高い。
- チェンマイ大学 : タイ北部で初の大学であり、政治科学と行政学、人文科学、農業と看護学で評価が高い。
- コンケン大学 :  タイ東北部で初の大学であり、工学、教育学、地方行政に評価が高い。
- プリンス・オブ・ソンクラー大学 :  タイ南部で初の大学であり、自然資源、ホスピタリティと観光、経営科学に評価が高い。
- ブーラパー大学 : バンコク以外に作られた最初の高等教育機関で、タイ東部の工業地域にある。人文社会科学、物流、経営と観光に評価が高い。

### 課程
多くの学士課程は4年制である。教育課程と建築課程では5年制、歯学、内科学、外科学、薬学、獣医学の各医学部では6年制である。修士課程は1,2年であり取得単位時間と論文もしくは最終試験により授与される。修士課程を修了すると、入試を経て2年から5年の博士課程に進むことができる。博士号は授業、研究、論文の受理などで授与される。

### 入学
現在、タイでは大学に入る生徒を選考するための2つの方法がある。1つは各大学による直接選考である。もう1つはNational Institute of Education Testing Service (NIETS)により運営される従来からの選考システムである。
各高校を卒業する時、生徒はCUAS (Central University Admission System)を通過することを要求される。CUASはO-NETとA-NETで50%を、残り半分を第4段階のGPA(grade point average)で構成されている。2001年以来様々な変更や試みが大学入試システムについて加えられてきたが、2007年後半でもまだ全国的なシステムが生徒、大学、そして政府に受け入れられていた。2008年、People's Power Party (タクシン・チナワットによるThai Rak Tai党員で構成された党) によって新しく構成された連合が、国のカリキュラムと大学入試システムについてさらなる変更が必要との声明を出した。現在、国によって運営される大学は70%を直接選考し、残りの30%を中央での選考システムで選別している。新しいシステムでは20%を成績の累積点の平均で考慮するが、これは学校の平均点によって変化する。生徒の何人かは新しいシステムを嫌悪しており、初年度にA-NETで起きたようなトラブルが起きるのではないかと心配している。新しい適性テストは 2008年3月にNIETSによる監修のもと行われたが、これはAdvanced National Education Test (A-net)を置き換える意図があった。このテストを生徒は最大3回受ける機会があり、最高点が考慮される。2009年3月のテストのあと、その後のテストは7月と10月に計画された。直接選考は一般的に10月前後に行われる。
新しいテストではGeneral Aptitude Test (GAT)を必須的に、 Professional Aptitude Test (PAT)を選択的に含む。GATは読むこと、書くこと、分析的な考え方、問題解決方法、および英語でのコミュニケーションをカバーし、PATは7つの科目 - タイ語、英語、社会、数学、物理、科学、生物から選択的に選ぶ。この7つの科目はNIETSにより運営される。

#### NIETS clearinghouse
2013年に、NIETSはクリアリングハウスシステムを開始した。これは、同一の生徒が複数の大学に合格してしまう問題を回避するためのものである。試験が終わり、入学する大学を決めると、その学生の名前は自動的に他の大学のデータベースや入試システムから削除される。現在このシステムを使用しているのは、チュラロンコーン大学, カセサート大学, タマサート大学, モンクット王工科大学ラートクラバン校, およびその他14の国立大学である。
入学に必要な条件や入学できる生徒数は各大学によって定められている。入学条件は大学によって異なる。大学によってはGPAと試験の点数が高いことを求めているところもある。それらの点数が低い場合、生徒は大学への入学を希望できない。適性検査を求める学部もあるが、それは大学や学部によって様々である。生徒は全ての科目について試験を求められているわけではない。例えば、工学部では数学、物理、化学、生物を求めているが、経営学部では英語と数学を求めている、と言った具合である。これは従来の試験システムでO-netやPATにより全科目の得点が求められていたことからの脱却である。

#### National Educational Test
O-NET,N-NET, V-NET, およびGAT-PATで構成される。

##### Ordinary National Education Test (O-NET)
O-NET は基本教育のテストであり、高校3年生にあたる生徒が1度だけ受ける。

##### Non-Formal National Education Test (N-NET)
N-NET は中学、高校でnon-formal教育を学んだ生徒の学力を測る。

##### Vocational National Educational Test (V-NET)
V-NET は、職業教育の生徒の学力を測る。

##### General Aptitude Test (GAT)
General Aptitude Test もしくは GAT は、以下の能力を測る。 
1. 読み、書きと問題解決(50 percent)
2. 英語(50 percent)

##### Professional and Academic Aptitude Test (PAT)
Professional and academic aptitude test もしくは PAT は、大学での教育への基礎知識を測る。
- PAT 1 数学
- PAT 2 科学
- PAT 3 技術
- PAT 4 建築
- PAT 5 教育
- PAT 6 芸術
- PAT 7 外国語 
  - PAT7.1  フランス語
  - PAT7.2  ドイツ語
  - PAT7.3  日本語
  - PAT7.4  中国語
  - PAT7.5  アラビア語
  - PAT7.6  パーリ語

## インターナショナルスクール
教育省はインターナショナルスクールを以下のように定義している。"...国際的カリキュラムか、自己調整された国際的カリキュラムか、自主的なカリキュラムであって、教育省のものでないものを提供する教育機関。外国語が教授と学習の媒体として使われ、生徒は国籍、宗教、もしくは政府の体制に制限を受けることなく入学し、タイの道徳や安定性を脅かさない。"
1992年以前には、タイにはごく少数のインターナショナルスクールしか存在せず、タイの法律がタイ国民の入学を禁止していたため、それら学校は全て駐在員の子どもたちを対象としていた。初のインターナショナルスクールであるInternational School Bangkokが、市外の新しいキャンパスに移転したとき、保護者グループは国連スタッフと協力し、教育省に法律を変えるよう働きかけ、数十年ぶりに新しいインターナショナルスクールを開校した。これがNew International School of Thailand (後の NIST International School)の開校につながり、タイ人の入学制限も撤廃された。私立学校の国際教育への需要が高かったため、この変化はその後数年間での数十校のインターナショナルスクール開校のきっかけとなった。
カリキュラムには教育省の認可が必要であり、国際的なもの、自己調整された国際的なもの、もしくは学校によって独自に設定したものが含まれる。タイ語とタイ文化は中核となる科目でありタイ国民であるタイ人学生には全学年で必修とされる。タイ人でない生徒にはこれらは必修ではない。インターナショナルスクールは教育省が定めた要件と条件の枠組みの中で運営されなければならず、それには敷地の所有権、場所および広さ、校舎のデザインと構造、教室の面積における生徒の割合、衛生設備、管理、そして図書館や資料センターのような教育支援設備が含まれている。開始から1年以内に、小学校と中学校は国際的に認められた機関からの認定を申請しなければならず、 私学委員会事務局に受理され、6年以内に認定されなければならない。校長と教頭はタイ国籍を持つことと決められているが、国際的なカリキュラムの監督と学校方針の実施のために、外国人教頭がいることもしばしばある。
タイにはおよそ90校のインターナショナルスクールが運営されており、その3分の2がバンコクに立地している。